# Снежные люди (мультфильм)
«Снежные люди» — советский кукольный мультипликационный фильм 1971 года, созданный на студии «Союзмультфильм» режиссёром-мультипликатором Михаилом Каменецким в рамках антиалкогольной кампании 1970-х годов.

## Сюжет
В лес приходят охотники, которые хотят поохотиться и отдохнуть. Прибыв на место, они решили начать времяпровождение с выпивки. Вместо того чтобы выслеживать добычу, горе-охотники употребляют крепкие напитки, после чего разбрасывают повсюду бутылки. Неожиданно на поляну выходит медведь и разгоняет охотников. Увидев разбросанные бутылки с остатками алкоголя, он выпивает содержимое и впадает в спячку до самой весны.
Весной медведь направляется в город. Зверь буянит, ломает газированные аппараты, чтоб только выпить желанный напиток. Дошло до того, что медведь состригает ножницами с себя шерсть, из которой лиса вяжет вещи, и тем самым получает заветные копейки для покупки вина.
Далее медведь идёт на воровство — в продовольственном магазине разбивает витрину и ворует бутылку водки. Учёный, наблюдая в подзорную трубу, замечает страшного зверя на задних лапах, идущего по городу в обнимку с товарищем, и принимает его за самого настоящего снежного человека, объявившегося в округе. Начинается погоня за медведем.
Впоследствии, в НИИ, на доске с названием «Снежные люди» появляется фото медведя, а учёные празднуют победу.

## Съёмочная группа
- Автор сценария — Эмиль Брагинский
- Текст — Александр Тимофеевский
- Режиссёр — Михаил Каменецкий
- Оператор — Николай Соловцов
- Композитор — Владимир Шаинский
- Художник-постановщик — Ольга Гвоздева
- Звукооператор — Владимир Кутузов
- Художники-мультипликаторы:
  - Юрий Клепацкий
  - Вячеслав Шилобреев